# DEVIL (B'zのアルバム)
『DEVIL』（デビル）は、日本の音楽ユニット・B'zが2002年4月23日にBeing Music Koreaより韓国限定で発売したミニ・アルバム (BMCR-0000 (DBKED-0132)) 。

## 内容
韓国限定で発売されたミニ・アルバムで、日本国内では販売されていない。
収録曲は新曲「DEVIL」と過去の全英詞の曲4曲の計5曲である。当時、韓国では日本語詞の楽曲の発売は禁止されていたので、収録曲は全て英詞のものとなっている。本作は公式ホームページのディスコグラフィに記載されていないが、後述のようにベスト・アルバム『B'z The Best "ULTRA Treasure"』の収録曲を決めるファン投票では投票の対象に含まれている公式ミニ・アルバムである。
CDジャケットは、23rdシングル『Liar! Liar!』発売時の写真を使用している。

## 収録曲
| 全作詞: 稲葉浩志、全作曲: 松本孝弘。 |                               |           |            |                    |      |
| #                                    | タイトル                      | 作詞      | 作曲・編曲 | 編曲               | 時間 |
| 1.                                   | 「DEVIL」                     | 稲葉浩志  | 松本孝弘   | 松本孝弘・稲葉浩志 | 3:35 |
| 2.                                   | 「Real Thing Shakes」         | 稲葉浩志  | 松本孝弘   | 松本孝弘・稲葉浩志 | 4:12 |
| 3.                                   | 「Bad Communication E.Style」 | 稲葉浩志  | 松本孝弘   | 松本孝弘・明石昌夫 | 4:18 |
| 4.                                   | 「SLAVE TO THE NIGHT」        | 稲葉浩志  | 松本孝弘   | 松本孝弘・明石昌夫 | 5:08 |
| 5.                                   | 「LADY NAVIGATION」           | 稲葉浩志  | 松本孝弘   | 松本孝弘・明石昌夫 | 6:09 |
| 合計時間:                            | 合計時間:                     | 合計時間: | 23:22      |                    |      |

## 楽曲解説
1. DEVIL
  - 11thアルバム『ELEVEN』収録の「TOKYO DEVIL」のデモをリメイクした全英詞バージョンで[2]、ボーカル・ラインが日本語バージョンと異なっている[3]。
  - 2002年発売のコンピレーション・アルバム『2002 FIFA World Cup Official Album Songs of KOREA/JAPAN』に収録された。
  - ベスト・アルバム『B'z The Best "ULTRA Treasure"』の収録曲を決めるファン投票では14位にランクインし、日本のB’z関連作品に初収録となった[4]。
  - ライブではリリースされた年に開催された『B'z LIVE-GYM 2002 GREEN 〜GO★FIGHT★WIN〜』と『B'z LIVE-GYM 2002 "Rock n' California Roll"』で披露され、その後2006年に開催された『B'z NETWORK LIVE in Japan』で約4年ぶりに演奏された[5]。
2. Real Thing Shakes
  - 20thシングル。収録アルバムは、本作以外では『B'z The Best "Treasure"』と『B'z The Best XXV 1988-1998』である。
3. Bad Communication E.Style
  - 2ndミニ・アルバム『WICKED BEAT』収録曲。1stミニ・アルバム『BAD COMMUNICATION』表題曲の全英詞バージョン。
  - 本作にはベスト・アルバム『B'z The Best "Pleasure"』に収録されたショートバージョンが収録されている。
4. SLAVE TO THE NIGHT
  - 7thアルバム『The 7th Blues』収録曲。1stシングル『だからその手を離して』のカップリング曲「ハートも濡れるナンバー ～stay tonight～」の全英詞アレンジバージョン。
5. LADY NAVIGATION
  - 7thアルバム『The 7th Blues』収録曲。8thシングル「LADY NAVIGATION」の全英詞アレンジバージョン。

## 参加ミュージシャン
- 松本孝弘：ギター、全曲作曲・編曲
- 稲葉浩志：ボーカル、コーラス、全曲作詞、編曲
- 明石昌夫：ベース、マニピュレーター、編曲
- トニー・フランクリン：ベース
- 青山純：ドラム
- グレッグ・ビソネット：ドラム
- JOSEPH MICHAEL SZEIBERT：キーボード
- 増田隆宣：ハモンド・オルガン
- 小野塚晃 (DIMENSION)：アコースティック・ピアノ
- SKA-PARA HORNS (東京スカパラダイスオーケストラ)
  - 名古屋君義(現・NARGO)：トランペット
  - 北原雅彦：トロンボーン
  - 冷牟田竜之：アルト・サックス
  - GAMOU (現・GAMO)：テナー・サックス
  - 谷中敦：バリトン・サックス
- IKKIES：コーラス
- 生沢佑一：コーラス
- エイミー：ボイス

## ライブ映像作品
シングル曲については各作品の項目を参照
DEVIL
- a BEAUTIFUL REEL. B'z LIVE-GYM 2002 GREEN 〜GO★FIGHT★WIN〜
- B'z LIVE in なんば
- B'z LIVE in なんば 2006 & B'z SHOWCASE 2007 -19- at Zepp Tokyo

## 備考
裏面のクレジットにはⓅ&Ⓒ GIZA USA INC.Released by Being Music Korea Co.Ltd.と記載されており、GIZA USA INC.（Mai K.などと同じ）からの発売だということがわかる。